# بابی باوری
بابی باوری (انگلیسی: Bobby Bowry؛ زادهٔ ۱۹ مهٔ ۱۹۷۱) بازیکن فوتبال اهل بریتانیا است.
از باشگاه‌هایی که در آن بازی کرده‌است می‌توان به باشگاه فوتبال کریستال پالاس، باشگاه فوتبال کویینز پارک رنجرز، باشگاه فوتبال کولچستر یونایتد، باشگاه فوتبال ابسفلیت یونایتد، باشگاه فوتبال میلوال، و باشگاه فوتبال بروملی اشاره کرد.
وی همچنین در تیم ملی فوتبال سنت کیتس و نویس بازی کرده‌است.